# Neoscopelus macrolepidotus
Neoscopelus macrolepidotus är en fiskart som beskrevs av Johnson, 1863. Neoscopelus macrolepidotus ingår i släktet Neoscopelus och familjen Neoscopelidae. Inga underarter finns listade i Catalogue of Life.